# Distretto di Nong Sung
Il distretto di Nong Sung (in thailandese: หนองสูง) è un distretto (amphoe) della Thailandia, situato nella provincia di Mukdahan.